# Fervaal
Fervaal es una ópera (action musicale o drama lírico) en tres actos y un prólogo, con música de Vincent d'Indy, su opus 40. El compositor escribió su propio libreto, basado en parte en el poema lírico Axel del autor sueco Esaias Tegnér.  D'Indy trabajó en la ópera a lo largo de los años 1889 a 1895, y la partitura se publicó en 1895. Se estrenó en el Teatro de la Moneda en Bruselas el 12 de marzo de 1897.  
Esta ópera rara vez se representa en la actualidad; en las estadísticas de Operabase aparece con sólo una representación en el período 2005-2010.